# Grupo Panzer Guderian
El Panzergruppe Guderian (Grupo Panzer Guderian) fue una unidad blindada alemana de la Segunda Guerra Mundial y llevaba el nombre de su comandante, el General Heinz Guderian, creador del Panzerwaffe alemán. A principios de junio de 1940, después de alcanzar el Canal Inglés tras el avance en las Ardenas, el Panzergruppe Guderian se formó a partir del XIX Cuerpo de Ejército, el empuje y profundamente en Francia, el corte de la gran Línea Maginot. Desde entonces, todas las unidades que sirven en el Panzergruppe Guderian usó un gran «G» en cada tanque, camión o motocicleta. Fue reformado más tarde el mismo mes. En noviembre de 1940, se renombró como Panzergruppe 2.

## Comandantes
- General der Panzertruppe Heinz Guderian (5 de junio de 1940 - 30 de junio de 1940)

## Zona de operaciones
- Francia (junio de 1940)

## Orden de batalla (28 de mayo de 1940)
- HQ
  - XXXIX Cuerpo de Ejército Motorizado Generaloberst Rudolf Schmidt
    - 1° División Panzer - Generalleutnant Friedrich Kirchner
    - 2° División Panzer - Generalleutnant Rudolf Veiel
    - 29° División de Infantería Motorizada - Generalmajor Willibald Freiherr von Langermann und Erlencamp

  - XLI Cuerpo de Ejército - Generalleutnant Georg-Hans Reinhardt
    - 6° División Panzer - Generalmajor Werner Kempf
    - 8º División Panzer - Generalleutnant Adolf Kuntzen
    - 20° División de Infantería Motorizada - Generalleutnant Mauritz von Wiktorin